# Neeskens Kebano
Pour les articles homonymes, voir Neeskens.
Neeskens Kebano, né le 10 mars 1992 à Montereau-Fault-Yonne (Seine-et-Marne), est un footballeur international congolais qui évolue au poste de milieu offensif à Al Jazira SC.
Sélectionné en équipe de France des moins de 17 aux moins de 20 ans, il choisit en 2014 de jouer pour l'équipe de République démocratique du Congo avec laquelle il participe à la Coupe d'Afrique en 2015.

## Jeunesse
Neeskens Kebano a commencé le football à l’âge de 6 ans dans le club de Montereau-Fault-Yonne. Son père lui a donné son prénom en référence à Johan Neeskens (1951-2024), footballeur international néerlandais des années 1970. Il est remarqué par le Paris Saint-Germain lors de détections pour entrer à l'INF Clairefontaine. Après quelques mois d'essais, il signe et intègre l’équipe des 13 ans 2 du PSG en 2005.

## En club

### Paris Saint-Germain
Formé au PSG, il gravit les niveaux et intègre l'équipe réserve, en CFA, en 2010. Il joue son premier match avec l'équipe première du PSG le 2 février 2011, à 18 ans, face au FC Martigues en Coupe de France. Le 2 mars, il inscrit son premier but parmi les professionnels en quart de finale de la compétition. Titulaire en CFA et ayant participé à sept matchs pendant la saison 2010-2011, il signe son premier contrat professionnel, d'une durée de 3 ans, avec le Paris S-G.

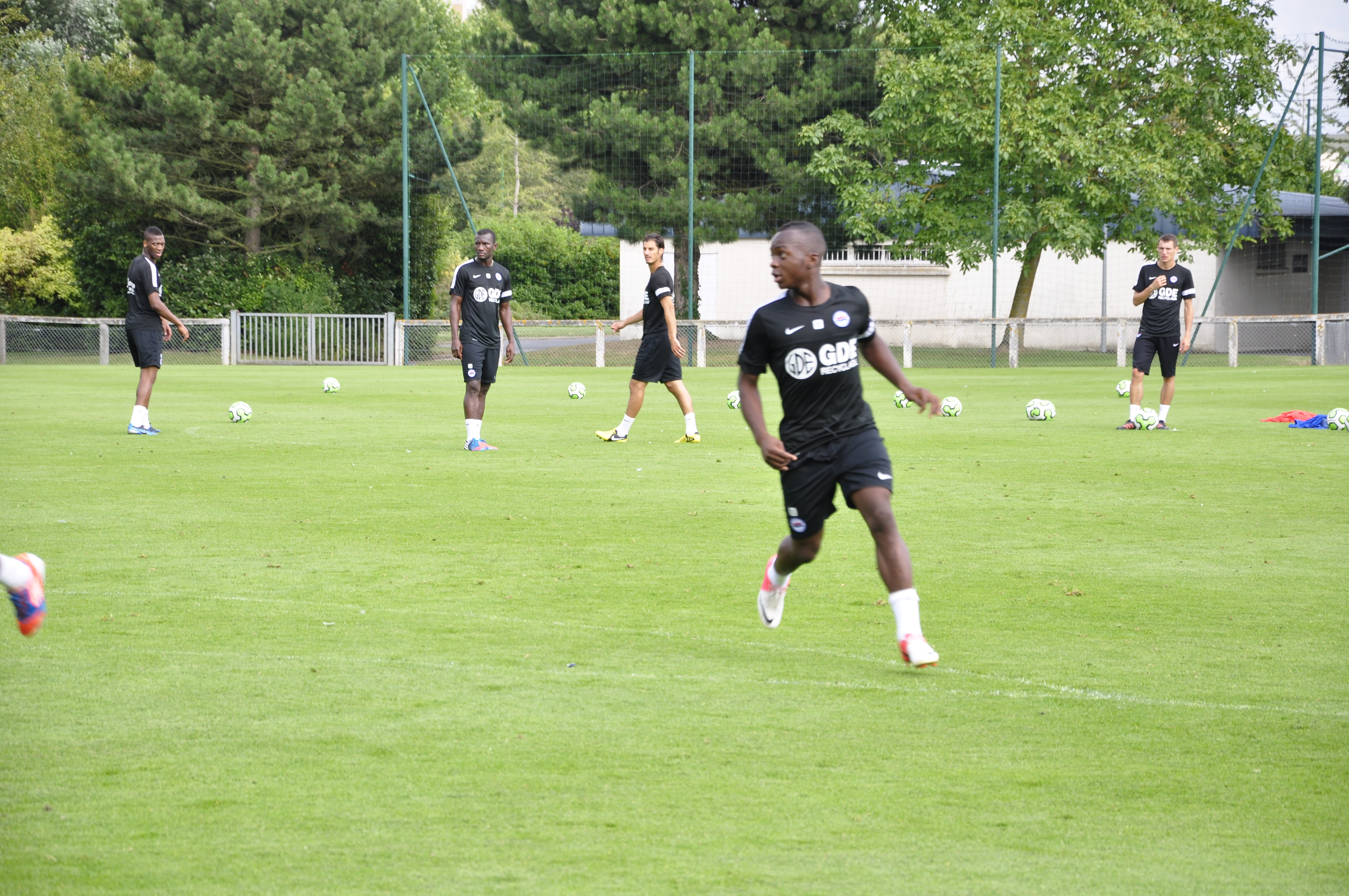
Kebano à l'entraînement avec Caen en 2012

Au début de la saison 2012-2013, il prolonge de deux années supplémentaires son contrat au PSG, avant de partir en prêt au Stade Malherbe de Caen, en Ligue 2 pour obtenir du temps de jeu. Handicapé par une blessure au genou qui le tient éloigné des terrains pendant 3 mois, il participe à 12 matchs en championnat.

### RSC Charleroi
Confronté à la nouvelle politique de recrutement au PSG, Kebano décide de partir pour jouer. Le 2 septembre 2013, il signe avec le club belge du Sporting de Charleroi, qui évolue en Jupiler Pro League, un contrat de deux ans. Il commence la saison en titulaire. Pour sa première saison en Jupiler Pro League, il inscrit 6 buts et délivre 5 passes décisives toutes compétitions confondues. Au terme de la saison 2013-2014, le club atteint la 10e place du classement général sur 16.
Durant la saison 2014-2015, le Sporting de Charleroi achève la phase classique du championnat à la 6e place du classement général et accède, pour la première fois de son histoire, à la phase de play-offs durant laquelle il lutte pour l'obtention d'une place en Ligue Europa. Le club obtient finalement son ticket européen, le 31 mai 2015, et prendra part au deuxième tour qualificatif de la compétition. Au cours de cette saison, Kebano inscrit 11 buts et délivre 6 passes décisives. Le 11 mai 2015, il obtient le Soulier d'ébène belge, qui récompense, depuis 1992, le meilleur joueur africain ou d'origine africaine évoluant en Belgique. Il est le premier carolo à recevoir cette récompense.
En juillet 2015, Kebano joue son premier match européen avec les Zèbres face au Beitar Jérusalem. Il inscrit un doublé lors du match aller (victoire 5-1). Lors du match retour à Jérusalem (victoire 1-4), Kebano s'est à nouveau illustré en rétablissant l'égalité juste avant le repos et en délivrant un assist en début de seconde période.

### KRC Genk
Le 27 août 2015, il s'engage pour quatre ans avec le KRC Genk et fait ses débuts en championnat contre le RSC Anderlecht. Il marque son premier but le 18 septembre 2015 contre le KV Malines. Lors de ce même match, il délivre une passe décisive pour Igor de Camargo.

### Fulham
Le 26 août 2016, Neeskens Kebano signe à Fulham pour trois ans et un transfert estimé à 4,5 M€. À l'issue de la saison 2019-2020, le club accède à la Premier League. Après s'être montré décisif lors de l'accession de son club, Kebano est prolongé jusqu'en 2022.
Il est de nouveau prolongé jusqu'en 2023.
Le 1er février 2021, dans les dernières heures du mercato, il est prêté jusqu'à la fin de la saison à Middlesbrough.

## En sélection
Kebano fait ses débuts en équipe de France en 2009, avec la sélection des moins de 17 ans dirigée par Philippe Bergeroo. Pour sa première sélection, contre la Pologne, il marque son premier but. Il participe aux qualifications de la France et joue l'Euro 2009 des U17. Il apparaît lors des trois rencontres et marque un but contre l’Italie lors du dernier match (défaite 2-1). Quelques mois plus tard, il fait ses débuts chez les U18. Il y dispute huit matchs et marque deux buts, face à l'Ukraine et l'Espagne, lors de la Copa del Atlantico. À partir d'août 2010, il est sélectionné en U19. Il est sélectionné à neuf reprises, joue la Sendai Cup au Japon, puis les qualifications pour l'Euro 2011. Il y marque notamment un but contre le Monténégro. Avec les U20, il participe en 2012 et 2013 aux 40e et 41e éditions du Tournoi de Toulon. En 2012, il y joue cinq rencontres, dont la petite finale perdue face aux Pays-Bas. En 2013, il participe à quatre matchs, dont la petite finale remportée face au Portugal.
Né en France mais d'origine congolaise, Kebano est présélectionné dans la sélection nationale en août 2014, par Florent Ibenge, pour disputer les deux premières journées des éliminatoires de la CAN 2015, qui oppose la sélection congolaise au Cameroun et à la Sierra Leone. Kebano annonce par la suite qu'il choisit de porter le maillot des Léopards. « Après plus de 5 ans en Équipe de France, une page se tourne… J’ai été sélectionné avec la République démocratique du Congo et accepté cette convocation, espérant honorer ma première sélection le plus tôt possible. ». C'est un mois plus tard et face à la Côte d'Ivoire qu'il honore sa première sélection. La RDC s'impose 4 à 3 et Neeskens marque un des buts congolais.
Faisant partie de la liste des 23 pour jouer à la CAN 2015, une blessure au genou l'empêche de jouer les premiers matchs de la compétition. C'est lors des quarts de finale qu'il entre en jeu pour la première fois. Entrant à la 67e minute, son équipe est alors menée 2-1 par le Congo, il s'illustre en réalisant deux passes décisives (l'une à Joël Kimwaki sur coup franc, l'autre à Dieumerci Mbokani) permettant à la République démocratique du Congo de l'emporter 4-2 et de se qualifier pour sa première demi-finale depuis 1998.
Il est sélectionné par Florent Ibenge pour disputer la Coupe d'Afrique des nations 2017. Il marque son premier but en CAN contre la Côte d'Ivoire.

## Statistiques
| Saison                | Club                  | Championnat           | Championnat | Championnat | Coupe nationale | Coupe nationale | Coupe de la Ligue | Coupe de la Ligue | Compétition(s) continentale(s) | Compétition(s) continentale(s) | Compétition(s) continentale(s) | Play-offs | Play-offs | Total | Total |
| Saison                | Club                  | Division              | M.          | B.          | M.              | B.              | M.                | B.                | Comp.                          | M.                             | B.                             | M.        | B.        | M.    | B.    |
| 2010–2011             | Paris Saint-Germain   | Ligue 1               | 3           | 0           | 2               | 1               | -                 | -                 | C3                             | 2                              | 0                              | -         | -         | 7     | 1     |
| 2011–2012             | Paris Saint-Germain   | Ligue 1               | -           | -           | -               | -               | -                 | -                 | C3                             | 2                              | 0                              | -         | -         | 2     | 0     |
| Sous-total            | Sous-total            | Sous-total            | 3           | 0           | 2               | 1               | -                 | -                 | -                              | 4                              | 0                              | -         | -         | 9     | 1     |
| 2012–2013             | SM Caen (prêt)        | Ligue 2               | 12          | 1           | 2               | 1               | 2                 | 0                 | -                              | -                              | -                              | -         | -         | 16    | 2     |
| Sous-total            | Sous-total            | Sous-total            | 12          | 1           | 2               | 1               | 2                 | 0                 | -                              | -                              | -                              | -         | -         | 16    | 2     |
| 2013–2014             | Sporting Charleroi    | Division 1A           | 22          | 5           | 1               | 1               | -                 | -                 | -                              | -                              | -                              | 4         | 0         | 27    | 6     |
| 2014–2015             | Sporting Charleroi    | Division 1A           | 23          | 9           | 3               | 1               | -                 | -                 | -                              | -                              | -                              | 10        | 3         | 36    | 13    |
| 2015                  | Sporting Charleroi    | Division 1A           | 5           | 1           | -               | -               | -                 | -                 | C3                             | 4                              | 3                              | -         | -         | 9     | 4     |
| Sous-total            | Sous-total            | Sous-total            | 50          | 15          | 4               | 2               | -                 | -                 | -                              | 4                              | 3                              | 14        | 3         | 72    | 23    |
| 2015-2016             | KRC Genk              | Division 1A           | 32          | 6           | 7               | 2               | -                 | -                 | -                              | -                              | -                              | -         | -         | 39    | 8     |
| août 2016             | KRC Genk              | Division 1A           | 3           | 0           | -               | -               | -                 | -                 | C3                             | 4                              | 1                              | -         | -         | 7     | 1     |
| Sous-total            | Sous-total            | Sous-total            | 35          | 6           | 7               | 2               | -                 | -                 | -                              | 4                              | 1                              | -         | -         | 46    | 9     |
| 2016-2017             | Fulham                | Championship          | 28          | 6           | 1               | 0               | 1                 | 0                 | -                              | -                              | -                              | 2         | 0         | 32    | 6     |
| 2017-2018             | Fulham                | Championship          | 26          | 3           | 1               | 0               | 1                 | 0                 | -                              | -                              | -                              | 1         | 0         | 29    | 3     |
| 2018-2019             | Fulham                | Premier League        | 7           | 0           | 1               | 0               | 1                 | 0                 | -                              | -                              | -                              | -         | -         | 9     | 0     |
| 2019-2020             | Fulham                | Championship          | 16          | 3           | -               | -               | -                 | -                 | -                              | -                              | -                              | 3         | 2         | 19    | 5     |
| 2020-2021             | Fulham                | Premier League        | 5           | 0           | 2               | 1               | 3                 | 0                 | -                              | -                              | -                              | -         | -         | 10    | 1     |
| 2021-2022             | Fulham                | Championship          | 40          | 9           | 2               | 0               | 2                 | 0                 | -                              | -                              | -                              | -         | -         | 44    | 9     |
| 2022-2023             | Fulham                | Premier League        | 17          | 0           | -               | -               | -                 | -                 | -                              | -                              | -                              | -         | -         | 17    | 0     |
| Sous-total            | Sous-total            | Sous-total            | 139         | 21          | 7               | 1               | 8                 | 0                 | -                              | -                              | -                              | 6         | 2         | 160   | 24    |
| 2020-2021             | Middlesbrough (prêt)  | Championship          | 18          | 1           | -               | -               | -                 | -                 | -                              | -                              | -                              | -         | -         | 18    | 1     |
| Sous-total            | Sous-total            | Sous-total            | 18          | 1           | -               | -               | -                 | -                 | -                              | -                              | -                              | -         | -         | 18    | 1     |
| Total sur la carrière | Total sur la carrière | Total sur la carrière | 257         | 44          | 22              | 7               | 10                | 0                 | -                              | 12                             | 4                              | 20        | 5         | 321   | 60    |

## Palmarès

### En club
- Fulham
  - Champion d'Angleterre de D2 en 2022.

### En sélection
- RD Congo
  - Coupe d'Afrique des nations :
    - Troisième : 2015.

### Distinction individuelle
- Lauréat du Soulier d'ébène belge en 2015.